# Horovce (district de Michalovce)
Horovce (allemand : Horr), est un village de Slovaquie situé dans la région de Košice.

## Histoire
Première mention écrite du village en 1347.

## Démographie

### Évolution de la population
| Année:               | 1994. | 2004.  | 2014.   | 2024.   |
| -------------------- | ----- | ------ | ------- | ------- |
| Nombre de personnes: | 875   | 896    | 859     | 879     |
| Différence:          |       | +2,4 % | -4,12 % | +2,32 % |

| Année:               | 2023. | 2024.   |
| -------------------- | ----- | ------- |
| Nombre de personnes: | 869   | 879     |
| Différence:          |       | +1,15 % |

## Politique
| Nom            | Parti politique | Date de l'élection | Fin du mandat |
| -------------- | --------------- | ------------------ | ------------- |
| Vladimír Decha | ĽS-HZDS,HZD     | 02.12.2006         | Déc. 2010     |